# Riding in Cars with Boys
Riding in Cars with Boys là một bộ phim hài lãng mạn của đạo diễn Penny Marshall dựa trên kịch bản cùng tên của Beverly Donofrio, công chiếu ngày 19 tháng 10 năm 2001.